# メリーゴーランド (芸能事務所)
株式会社メリーゴーランド（MerryGoRound Inc.）は、東京都港区赤坂に本社を置く日本の芸能事務所。

## 概要
代表取締役は、ザ・ピーナッツと沢田研二のマネージャーを渡辺プロダクションにて通算10年間務めるなどした森本精人（アートディレクター・森本千絵の父）。
1985年2月設立。東京都港区赤坂6丁目15番1号赤坂ミツワビル401に所在。のちに独立し、芸能事務所・アルテミスプロモーション（2004年廃業）を興した野間真は元社員。

## 所属タレント
- 玉山鉄二
- 柏原収史
- 高橋優太
- 高梨将
- 打越漣

## 過去の所属タレント
- SALLY
- 島田奈美
- 仲村知夏
- Qlair
- 柏原崇（→JVCエンタテインメントに移籍）
- 井上麻美（→アルテミスプロモーションに移籍）
- Pli:z（※読み:プリーズ）
- 水野あおい（→アルテミスプロモーションに移籍）
- 奥井亜紀
- 真山明大
- 大野幹代
- 井藤瞬